# Sankertown
Sankertown est un borough situé à l'est du comté de Cambria, en Pennsylvanie, aux États-Unis,. En 2010, il comptait une population de 675 habitants. Il est incorporé le 11 juin 1906.

## Démographie
Lors du recensement de 2010, le borough comptait une population de 675 habitants. Elle est estimée, le 1er juillet 2019, à 596 habitants.

### Source de la traduction
- (en) Cet article est partiellement ou en totalité issu de l’article de Wikipédia en anglais intitulé « Sankertown, Pennsylvania » (voir la liste des auteurs).